# .travel
‎.travel‏ یک دامنه سطح‌بالا در سامانه نام دامنه (DNS) اینترنت است که برای وبگاههای شرکت‌ها و موسسات مسافرتی استفاده می‌شود.
راه اندازی رسمی این دامنه در اکتبر ۲۰۰۵ با فرایند غربالگری برای تعیین واجد شرایط بودن برای ثبت دامنه در هر سه گروه ماهانه برای اکتبر، نوامبر و دسامبر آغاز شد. ثبت نام باز شده در ژانویه سال ۲۰۰۶ آغاز شد. دولت‌ها از ژوئیه ۲۰۰۵ تا تاریخ ۲۱ دسامبر ۲۰۰۷ ثبت نام اولویتی برای نام مکان جغرافیایی داشتند.